# Герб комуни Норрчепінг
Герб комуни Норрчепінг (швед. Norrköpings kommunvapen) — символ шведської адміністративно-територіальної одиниці місцевого самоврядування комуни Норрчепінг. 

## Історія
Від XIV століття місто Норрчепінг використовувало герб з зображенням Святого Олафа. Цей символ фігурує на печатці міста з документів 1376 року. 

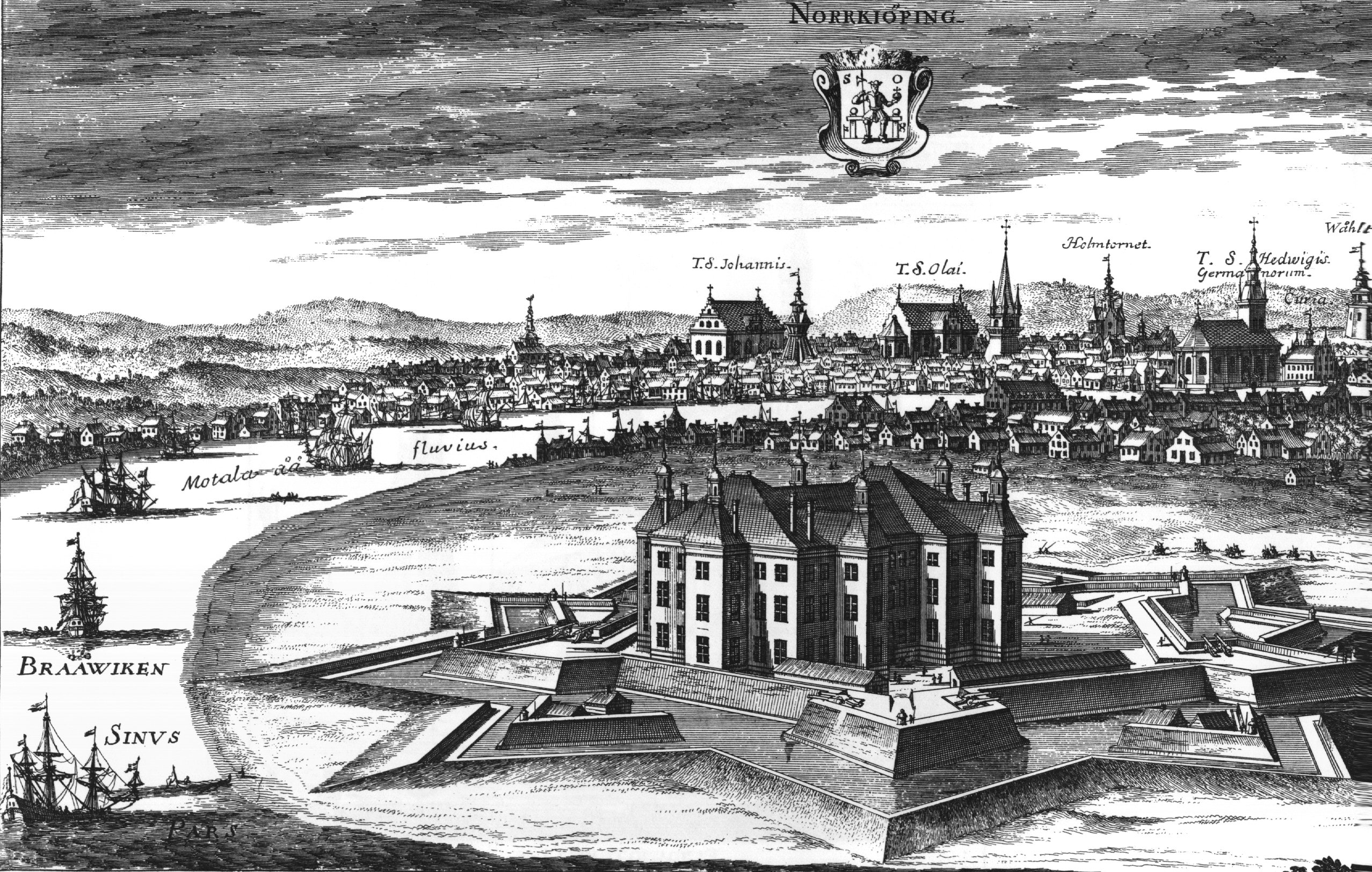
Герб на гравюрі з панорамою міста Норрчепінг (близько 1700 р.)

Отримав королівське затвердження 1936 року. 
Після адміністративно-територіальної реформи, проведеної в Швеції на початку 1970-х років, муніципальні герби стали використовуватися лишень комунами. Цей герб був 1971 року перебраний для нової комуни Норрчепінг.
Герб комуни офіційно зареєстровано 1974 року.

## Опис (блазон)
У золотому полі Святий Олаф у синій одежі тримає у правиці сокиру, у лівиці — державу (кулю з хрестом) і сидить на червоному троні.

## Зміст
Сюжет герба походить з міської печатки 1376 року. Святий Олаф є покровителем міста.     